# Рассуждения о различных предметах, нравственные и занимательные
«Рассуждения о различных предметах, нравственные и занимательные» (англ. Thoughts on Various Subjects, Moral and Diverting), известно также как «Рассуждения о различных предметах» (англ. Thoughts on Various Subjects) — сатирическое эссе Джонатана Свифта, опубликованное в 1706 году. Состоит из серии коротких эпиграмм и поговорок, не связанных между собой.
Фраза из "Рассуждений… " Свифта «Когда в мире появляется истинный гений, вы можете узнать его по тому признаку, что все дураки объединяются против него» послужила источником для названия романа «Сговор остолопов» (вариант — «Заговор дураков») американского писателя XX века Джона Кеннеди Тула.
Другие известные цитаты из "Рассуждений… ":
- «Последняя часть жизни мудреца посвящена лечению безумств, предрассудков и ложных мнений, которыми он заразился в начале жизни.»
- «Какими бы ни были поэты, они не дают бессмертие никому, кроме себя: мы поклоняемся Гомерe и Вергилию, а не Ахиллу или Энею. Историки же, наоборот, занимают наши мысли действиями, событиями и людьми, и менее всего — авторами.» "
- «Если человек будет регистрировать свои мнения о любви, политики, религии, обучении и т. д. с юности и до старости, то какой букет несоответствий и противоречий он получит в конце!»